# Movima
Pour le peuple, voir Movima (peuple).
Le movima est une langue amérindienne isolée parlée dans en Amazonie bolivienne, dans le département de Beni.
La langue, qui est menacée, n'est plus parlée que par 1 452 Movima, sur une population ethnique de 6 528 personnes.